# Aharon Reuveni
Aharon Reuveni, cognome di nascita Shimshelevitz; in ebraico אהרן ראובני‎? (Poltava, 2 agosto 1886 – Gerusalemme, 12 dicembre 1971), è stato uno scrittore israeliano.

## Biografia
Aharon Reuveni è nato nel 1886 nella cittadina di Poltava, oggi in Ucraina e allora facente parte dell'Impero russo, che ospitava una delle più fiorenti comunità ebraiche dell'Impero Russo e contava decine di centri culturali e religiosi tra cui sinagoghe, scuole e una grande biblioteca ebraica. Era il figlio di Zvi Ben Reuven Shimshelevitz (più tardi abbreviato in Shimshi), attivo sostenitore del sionismo.  Nel 1904, Aharon Reuveni emigrò negli Stati Uniti, ma tornò in Russia nel 1906 in seguito alla rivoluzione russa del 1905 . Accusato di nascondere armi, fu esiliato con la famiglia in Siberia nel 1908. Riuscì a fuggire nel 1909 e giunse in Palestina nel 1910 passando da Cina, Giappone ed Egitto.
Ha pubblicato romanzi, racconti e poesie, nonché saggi sulla letteratura ebraica e ricerche sulla storia ebraica. La sua opera più importante è la sua trilogia di romanzi su Gerusalemme, pubblicati dapprima individualmente negli anni '20 e poi in un volume nel 1954 con il titolo ad Yerushalayim (Fino a Gerusalemme). La maggior parte delle sue opere è in ebraico, ma ha pubblicato anche in yiddish. Un'antologia dei suoi racconti yiddish è apparsa nel 1991 con il titolo Gezamelte Derzeylungen. Ha inoltre lavorato come traduttore dall'inglese e dal francese.
Secondo Gershon Shaked, i critici contemporanei apprezzavano Reuveni in quanto poeta schietto e sobrio che descriveva le cose come erano, caratteristica che lo avvicinava alla tendenza letteraria europea del naturalismo a cavallo della fine del XIX e dell'inizio del XX secolo. All'inizio degli anni '30, l'élite politico-letteraria gli prestò poca attenzione e così, nel 1935, Reuveni passò dalla narrativa alla saggistica. La sua opera letteraria ha suscitato un rinnovato interesse negli anni '60, con opinioni elogiative da parte di critici letterari come Dan Miron e Gershon Shaked. Reuveni si è anche espresso su questioni politiche, per esempio nel 1947 quando, in vista della dichiarazione di indipendenza israeliana del 1948, sostenne l'idea di chiamare il futuro Stato "Israele".  Suo fratello Yitzhak Ben-Zvi è stato il secondo presidente di Israele.

## Opere
La trilogia di Gerusalemme descrive la vita degli immigrati dell'Europa orientale nella città di Gerusalemme, descritta come un borgo di provincia collinoso in cui gli immigrati si stabiliscono vuoi volontariamente, vuoi involontariamente. Poiché le loro speranze vengono deluse, molti di loro pensano a emigrare di nuovo. Nelle prime due parti, la trama passa in secondo piano rispetto a grandi temi come la prima guerra mondiale e la burocrazia dell'Impero Ottomano.
Gershon Shaked valuta la terza parte, intitolata shammòt [Devastazione], come la più interessante. Vi viene narrata la storia di Meir Funk, ritratto come una figura tragica e allo stesso tempo positiva, e della famiglia gerosolimitana dei Wattstein, presso la quale vive dapprima in subaffitto per poi sposarsi con una delle figlie. Mentre i lettori dell'epoca si aspettavano di leggere di una Gerusalemme glorificata come città santa, Reuveni la descrive invece come un luogo assai terreno e non privo di lati negativi. Benché la vicenda si concluda con Meir Funk che, arruolato come soldato, muore in guerra, viene evocata l'impressione che la sua triste fine porti a una sorta di nuovo inizio.

## Premi e riconoscimenti
Reuveni è stato insignito del Premio Gerusalemme nel 1955 e del Premio Bialik nel 1969.

## Opere tradotte in italiano
- L'amico [המחבב], in Il Mare di Gerusalemme, trad. Luca Colombo, Viterbo, Stampa Alternativa, 2017 (ISBN 9788862225656)
- In principio, confusione e paura [בראשית המבוכה], trad. Luca Colombo, prefazione a cura di Elena Loewenthal, Torino, Einaudi, 2018 (ISBN 9788806239497)